# Simon Hallenbarter
Simon Hallenbarter (* 5. März 1979 in Obergesteln, Kanton Wallis; † 3. Oktober 2022 in Silbertal, Österreich) war ein Schweizer Biathlet.
Simon Hallenbarter startete für den SC Obergoms. Biathlon betrieb er seit 2002. Zuvor war er im Skilanglauf aktiv. Hallenbarter war in der Saison 2006 der beste Schweizer Biathlet. Beim Weltcuprennen in Osrblie (SVK) erreichte er den 8. Platz. Damit qualifizierte er sich auch für die Olympischen Spiele 2006 in Turin, wo er Platz 77 und 67 erreichte. Im Sprint in Ruhpolding 2008 erreichte er den 6. Rang. 2010 nahm er an den Olympischen Winterspielen teil. Sein bestes Resultat war der 16. Platz im Sprint; mit der Staffel belegte er Rang 9.
Simon Hallenbarter war gelernter Sanitärinstallateur. Nach seiner Sportkarriere stieg er in das Langlauf- und Sportgeschäft von seinem Onkel, dem Skilangläufer Koni Hallenbarter, in Obergesteln, Wallis, ein. Er starb im Alter von 43 Jahren durch Suizid.

## Biathlon-Weltcup-Platzierungen
Die Tabelle zeigt alle Platzierungen (je nach Austragungsjahr einschliesslich Olympische Spiele und Weltmeisterschaften).
- 1.–3. Platz: Anzahl der Podiumsplatzierungen
- Top 10: Anzahl der Platzierungen unter den ersten zehn (einschliesslich Podium)
- Punkteränge: Anzahl der Platzierungen innerhalb der Punkteränge (einschliesslich Podium und Top 10)
- Starts: Anzahl gelaufener Rennen in der jeweiligen Disziplin

| Platzierung                      | Einzel | Sprint | Verfolgung | Massenstart | Staffel | Gesamt |
| -------------------------------- | ------ | ------ | ---------- | ----------- | ------- | ------ |
| 1. Platz                         |        |        |            |             |         |        |
| 2. Platz                         |        |        |            |             |         |        |
| 3. Platz                         |        |        |            |             |         |        |
| Top 10                           | 1      | 3      |            | 1           | 11      | 16     |
| Punkteränge                      | 7      | 25     | 12         | 6           | 29      | 79     |
| Starts                           | 24     | 60     | 34         | 6           | 31      | 155    |
| Stand: nach der Saison 2009/2010 |        |        |            |             |         |        |